# Campeonato Europeu de Ginástica Artística de 2024
O Campeonato Europeu de Ginástica Artística de 2024 foi realizado de 24 de abril a 5 de maio de 2024 em Rimini, Itália. As competições masculinas e femininas foram realizadas em datas diferentes. As provas masculinas foram realizadas de 24 a 28 de abril, e as provas femininas foram realizadas de 2 a 5 de maio. A competição servirá como qualificação olímpica para uma vaga individual por gênero, que foi para  Marios Georgiou no masculino e  Maellyse Brassart no feminino.

## Calendário
| Data                                                                                              | Sessão                                                                                             | Horário | Subdivisões |
| Masculino                                                                                         | Masculino                                                                                          | Masculino | Masculino |
| ------------------------------------------------------------------------------------------------- | -------------------------------------------------------------------------------------------------- | --- | --- |
| Quarta-feira, 24 de abril                                                                         | | | |
| Final Individual Geral e Qualificatória para Finais por Aparelhos Individual e por Equipes Sênior | 10:00 – 13:00                                                                                      | Subdivisão 1 Noruega, Suécia, Romênia, Bélgica, Islândia, Países Baixos, Hungria, Eslovênia                                                              | |
| Final Individual Geral e Qualificatória para Finais por Aparelhos Individual e por Equipes Sênior | 14:00 – 17:00                                                                                      | Subdivisão 2 Grécia, Armênia, Geórgia, Áustria, Finlândia, Croácia, Tchéquia, Chipre, Ucrânia, França, Bulgária, Azerbaijão                              | |
| Final Individual Geral e Qualificatória para Finais por Aparelhos Individual e por Equipes Sênior | 17:45 – 20:45                                                                                      | Subdivisão 3 Irlanda, Suíça, Albânia, Polónia, Letónia, Grã-Bretanha, Portugal, Alemanha, Sérvia, Eslováquia, Espanha, Lituânia, Turquia, Israel, Itália | |
| Quinta-feira, 25 de abril                                                                         | Finais por Equipe e Qualificatória para Individual Geral e Finais por Aparelhos Individual Juvenil | 10:00 – 12:50 | Subdivisão 1 Israel, Eslovênia, Hungria, Romênia, Albânia, Irlanda                                                                                                 |
| Quinta-feira, 25 de abril                                                                         | Finais por Equipe e Qualificatória para Individual Geral e Finais por Aparelhos Individual Juvenil | 14:00 – 16:50 | Subdivisão 2 Azerbaijão, Suécia, Espanha, Suíça, Itália, Portugal, Eslováquia, França, Mônaco, Islândia, Geórgia, Luxemburgo, Alemanha, Croácia, Tchéquia, Ucrânia |
| Quinta-feira, 25 de abril                                                                         | Finais por Equipe e Qualificatória para Individual Geral e Finais por Aparelhos Individual Juvenil | 17:30 – 20:20 | Subdivisão 3 Lituânia, Grécia, Grã-Bretanha, Polônia, Chipre, Finlândia, Áustria, Países Baixos, Bélgica, Turquia, Armênia, Noruega, Bulgária                      |
| Sexta-feira, 26 de abril                                                                          | Final por Aparelhos Sênior                                                                         | 18:00 – 20:22 | Solo, Cavalo com alças, Argolas, Salto, Barras paralelas, Barra fixa                                                                                               |
| Sábado, 27 de abril                                                                               | Finais por Aparelhos Individual Juvenil                                                            | 10:00 – 12:42 | Solo, Cavalo com alças, Argolas, Salto, Barras paralelas, Barra fixa                                                                                               |
| Sábado, 27 de abril                                                                               | Finais por Aparelhos Individual Sênior                                                             | 16:40 – 19:00 | Solo, Cavalo com alças, Argolas, Salto, Barras paralelas, Barra fixa                                                                                               |
| Domingo, 28 de abril                                                                              | Final Individual Geral Juvenil                                                                     | 10:00 – 12:37 | Top 24 das qualificatórias |
| Domingo, 28 de abril                                                                              | Final por Equipes Sênior                                                                           | 15:30 – 18:00 | Top 8 das qualificatórias |
| Feminino                                                                                          | | | |
| Quinta-feira, 2 de maio                                                                           | | | |
| Final Individual Geral Sênior e Qualificatória para Finais por Aparelhos Individual e por Equipes | 10:00 – 12:05                                                                                      | Subdivisão 1 Bélgica, Noruega, Finlândia, Malta, Luxemburgo, Liechtenstein, Mónaco, Grécia, Espanha, Dinamarca, Irlanda                                  | |
| Final Individual Geral Sênior e Qualificatória para Finais por Aparelhos Individual e por Equipes | 12:30 – 14:35                                                                                      | Subdivisão 2 Letônia, Bulgária, Eslováquia, Eslovênia, França, Portugal, Romênia, Alemanha                                                               | |
| Final Individual Geral Sênior e Qualificatória para Finais por Aparelhos Individual e por Equipes | 15:30 – 17:35                                                                                      | Subdivisão 3 Israel, Kosovo, Azerbaijão, Áustria, Tchéquia, Suécia, Sérvia, Geórgia, Albânia, Turquia, Croácia                                           | |
| Final Individual Geral Sênior e Qualificatória para Finais por Aparelhos Individual e por Equipes | 18:00 – 20:00                                                                                      | Subdivisão 4 Polónia, Suíça, Ucrânia, Hungria, Grã-Bretanha, Holanda, Itália, Islândia                                                                   | |
| Sexta-feira, 3 de maio                                                                            | Finais por Equipe e Individual Geral Juvenil e Qualificatória para Finais por Aparelhos Individual | 10:45 – 12:00 | Subdivisão 1 Espanha, Suíça, Croácia, Ucrânia |
| Sexta-feira, 3 de maio                                                                            | Finais por Equipe e Individual Geral Juvenil e Qualificatória para Finais por Aparelhos Individual | 12:30 – 14:35 | Subdivisão 2 Romênia, Islândia, Finlândia, Alemanha, Macedônia do Norte, Bulgária, Itália, Grécia, Tchéquia                                                        |
| Sexta-feira, 3 de maio                                                                            | Finais por Equipe e Individual Geral Juvenil e Qualificatória para Finais por Aparelhos Individual | 15:30 – 17:35 | Subdivisão 3 Polónia, Geórgia, Portugal, Eslovênia, Bélgica, Hungria, Azerbaijão, Irlanda, Grã-Bretanha, Áustria                                                   |
| Sexta-feira, 3 de maio                                                                            | Finais por Equipe e Individual Geral Juvenil e Qualificatória para Finais por Aparelhos Individual | 18:00 – 20:00 | Subdivisão 4 Noruega, Kosovo, Israel, Dinamarca, Letônia, Eslováquia, França, Malta, Suécia, Turquia, Países Baixos                                                |
| Sábado, 4 de maio                                                                                 | Finais por Aparelhos Individual Sênior                                                             | 16:25 – 19:45 | Salto, Barras paralelas, Trave, Solo |
| Domingo, 5 de maio                                                                                | Finais por Aparelhos Individual Juvenil                                                            | 10:00 – 13:19 | Salto, Barras paralelas, Trave, Solo |
| Domingo, 5 de maio                                                                                | Final por Equipes Sênior                                                                           | 15:00 – 17:12 | Top 8 das qualificatórias |
| Todos os horários listados na hora local (UTC+01:00).                                             | | | |

Fontes:

## Resumo de medalhas

### Medalhistas

#### Sênior
| Evento              | Ouro                                                                                          | Prata                                                                                           | Bronze                                                                                             |
| Masculino           | Masculino                                                                                     | Masculino                                                                                       | Masculino                                                                                          |
| ------------------- | --------------------------------------------------------------------------------------------- | ----------------------------------------------------------------------------------------------- | -------------------------------------------------------------------------------------------------- |
| Equipes             | Ucrânia · Nazar Chepurnyi · Illia Kovtun · Igor Radivilov · Radomyr Stelmakh · Oleg Verniaiev | Grã-Bretanha · Joe Fraser · James Hall · Harry Hepworth · Jake Jarman · Courtney Tulloch        | Itália · Yumin Abbadini · Lorenzo Minh Casali · Matteo Levantesi · Marco Lodadio · Mario Macchiati |
| Individual geral    | Marios Georgiou · Chipre                                                                      | Oleg Verniaiev · Ucrânia                                                                        | Yumin Abbadini · Itália                                                                            |
| Solo                | Luke Whitehouse · Grã-Bretanha                                                                | Artem Dolgopyat · Israel                                                                        | Krisztofer Mészáros · Hungria                                                                      |
| Cavalo com alças    | Rhys McClenaghan · Irlanda                                                                    | Loran de Munck · Países Baixos                                                                  | Marios Georgiou · Chipre                                                                           |
| Argolas             | Eleftherios Petrounias · Grécia                                                               | Nikita Simonov · Azerbaijão                                                                     | Adem Asil · Turquia                                                                                |
| Salto               | Jake Jarman · Grã-Bretanha                                                                    | Artur Davtyan · Arménia                                                                         | Nazar Chepurnyi · Ucrânia                                                                          |
| Barras paralelas    | Illia Kovtun · Ucrânia                                                                        | Marios Georgiou · Chipre                                                                        | Noe Seifert · Suíça                                                                                |
| Barra fixa          | Illia Kovtun · Ucrânia                                                                        | Robert Tvorogal · Lituânia                                                                      | Marios Georgiou · Chipre                                                                           |
| Feminino            |                                                                                               |                                                                                                 | |
| Equipes             | Itália · Angela Andreoli · Alice D'Amato · Asia D'Amato · Manila Esposito · Elisa Iorio       | Grã-Bretanha · Becky Downie · Ruby Evans · Georgia-Mae Fenton · Alice Kinsella · Abigail Martin | França Marine Boyer Lorette Charpy Coline Devillard Morgane Osyssek Ming van Eijken                |
| Individual geral    | Manila Esposito · Itália                                                                      | Alice D'Amato · Itália                                                                          | Alice Kinsella · Grã-Bretanha                                                                      |
| Salto               | Coline Devillard · França                                                                     | Valentina Georgieva · Bulgária                                                                  | Ming van Eijken · França                                                                           |
| Barras assimétricas | Alice D'Amato · Itália                                                                        | Elisa Iorio · Itália                                                                            | Georgia-Mae Fenton · Grã-Bretanha                                                                  |
| Trave               | Manila Esposito · Itália                                                                      | Sabrina Voinea · Roménia                                                                        | Marine Boyer · França                                                                              |
| Solo                | Manila Esposito · Itália                                                                      | Sabrina Voinea · Roménia                                                                        | Angela Andreoli · Itália                                                                           |

#### Juvenil
| Evento              | Ouro | Prata                                                                                           | Bronze                                                                                 |
| Masculino           | Masculino                                                                                                | Masculino                                                                                       | Masculino                                                                              |
| ------------------- | --- | ----------------------------------------------------------------------------------------------- | -------------------------------------------------------------------------------------- |
| Equipes             | Grã-Bretanha · Uzair Chowdhury · Zakaine Fawzi-McCaffrey · Gabriel Langton · Evan McPhillips · Sol Scott | Itália · Manuel Berettera · Tommaso Brugnami · Pietro Mazzola · Simone Speranza · Diego Vazzola | França Elias Breche Nathan Camilleri Anthony Mansard Karim Mangala-Bima Alan Moullec   |
| Individual geral    | Anthony Mansard · França                                                                                 | Tommaso Brugnami · Itália                                                                       | Gabriel Langton · Grã-Bretanha                                                         |
| Solo                | Tommaso Brugnami · Itália                                                                                | Anthony Mansard · França                                                                        | Alec Moullec · França                                                                  |
| Cavalo com alças    | Hamlet Manukyan · Arménia                                                                                | David Ivanov · Bulgária                                                                         | Mamikon Khachatryan · Arménia                                                          |
| Argolas             | Tommaso Brugnami · Itália                                                                                | Gabriel Langton · Grã-Bretanha                                                                  | Vincent Lindpointner · Áustria                                                         |
| Salto               | Sol Scott · Grã-Bretanha                                                                                 | Tommaso Brugnami · Itália                                                                       | Sergio David Kovacs · Espanha                                                          |
| Barras paralelas    | Uzair Chowdhury · Grã-Bretanha                                                                           | Anthony Mansard · FrançaJonas Eder · AlemanhaSviatoslav Shved · Ucrânia                         | Nenhum premiado                                                                        |
| Barra fixa          | Anthony Mansard · França                                                                                 | Kyano Schepers · Bélgica                                                                        | Manuel Berettera · Itália                                                              |
| Feminino            | |                                                                                                 |                                                                                        |
| Equipes             | França Noélie Ayuso Lola Chassat Elena Colas Perla Denechere Maïana Prat                                 | Itália · Emma Fioravanti · Benedetta Gava · Giulia Perotti · Emma Puato ·                       | Bélgica · Katie Baert · Louise Dupont · Sien Ghekiere · Silke Hoste · Liese Vieuxtemps |
| Individual geral    | Elena Colas · França                                                                                     | Giulia Perotti · Itália                                                                         | Maïana Prat · França                                                                   |
| Salto               | Benedetta Gava · Itália                                                                                  | Emma Puato · Itália                                                                             | Elena Colas · França                                                                   |
| Barras assimétricas | Giulia Perotti · ItáliaElena Colas · França                                                              | Nenhum premiado                                                                                 | Sien Ghekiere · BélgicaLola Chassat · França                                           |
| Trave               | Maïana Prat · França                                                                                     | Madita Mayr · Alemanha                                                                          | Giulia Perotti · Itália                                                                |
| Solo                | Giulia Perotti · Itália                                                                                  | Emma Fioravanti · Itália                                                                        | Perla Denechere · França                                                               |

### Quadro de medalhas

#### Masculino

##### Geral
*   país anfitrião (Itália)
| Pos.                | País                | Ouro | Prata | Bronze | Total |
| ------------------- | ------------------- | ---- | ----- | ------ | ----- |
| 1                   | Grã-Bretanha        | 5    | 2     | 1      | 8     |
| 2                   | Ucrânia             | 3    | 2     | 1      | 6     |
| 3                   | Itália              | 2    | 3     | 3      | 8     |
| 4                   | França              | 2    | 2     | 2      | 6     |
| 5                   | Chipre              | 1    | 1     | 2      | 4     |
| 6                   | Arménia             | 1    | 1     | 1      | 3     |
| 7                   | Grécia              | 1    | 0     | 0      | 1     |
| 7                   | Irlanda             | 1    | 0     | 0      | 1     |
| 9                   | Alemanha            | 0    | 1     | 0      | 1     |
| 9                   | Azerbaijão          | 0    | 1     | 0      | 1     |
| 9                   | Bulgária            | 0    | 1     | 0      | 1     |
| 9                   | Bélgica             | 0    | 1     | 0      | 1     |
| 9                   | Israel              | 0    | 1     | 0      | 1     |
| 9                   | Lituânia            | 0    | 1     | 0      | 1     |
| 9                   | Países Baixos       | 0    | 1     | 0      | 1     |
| 16                  | Espanha             | 0    | 0     | 1      | 1     |
| 16                  | Hungria             | 0    | 0     | 1      | 1     |
| 16                  | Suíça               | 0    | 0     | 1      | 1     |
| 16                  | Turquia             | 0    | 0     | 1      | 1     |
| 16                  | Áustria             | 0    | 0     | 1      | 1     |
| Total (20 entradas) | Total (20 entradas) | 16   | 18    | 15     | 49    |

##### Sênior
*   país anfitrião (Itália)
| Pos.                | País                | Ouro | Prata | Bronze | Total |
| ------------------- | ------------------- | ---- | ----- | ------ | ----- |
| 1                   | Ucrânia             | 3    | 1     | 1      | 5     |
| 2                   | Grã-Bretanha        | 2    | 1     | 0      | 3     |
| 3                   | Chipre              | 1    | 1     | 2      | 4     |
| 4                   | Grécia              | 1    | 0     | 0      | 1     |
| 4                   | Irlanda             | 1    | 0     | 0      | 1     |
| 6                   | Arménia             | 0    | 1     | 0      | 1     |
| 6                   | Azerbaijão          | 0    | 1     | 0      | 1     |
| 6                   | Israel              | 0    | 1     | 0      | 1     |
| 6                   | Lituânia            | 0    | 1     | 0      | 1     |
| 6                   | Países Baixos       | 0    | 1     | 0      | 1     |
| 11                  | Itália              | 0    | 0     | 2      | 2     |
| 12                  | Hungria             | 0    | 0     | 1      | 1     |
| 12                  | Suíça               | 0    | 0     | 1      | 1     |
| 12                  | Turquia             | 0    | 0     | 1      | 1     |
| Total (14 entradas) | Total (14 entradas) | 8    | 8     | 8      | 24    |

##### Juvenil
*   país anfitrião (Itália)
| Pos.                | País                | Ouro | Prata | Bronze | Total |
| ------------------- | ------------------- | ---- | ----- | ------ | ----- |
| 1                   | Grã-Bretanha        | 3    | 1     | 1      | 5     |
| 2                   | Itália              | 2    | 3     | 1      | 6     |
| 3                   | França              | 2    | 2     | 2      | 6     |
| 4                   | Arménia             | 1    | 0     | 1      | 2     |
| 5                   | Alemanha            | 0    | 1     | 0      | 1     |
| 5                   | Bulgária            | 0    | 1     | 0      | 1     |
| 5                   | Bélgica             | 0    | 1     | 0      | 1     |
| 5                   | Ucrânia             | 0    | 1     | 0      | 1     |
| 9                   | Espanha             | 0    | 0     | 1      | 1     |
| 9                   | Áustria             | 0    | 0     | 1      | 1     |
| Total (10 entradas) | Total (10 entradas) | 8    | 10    | 7      | 25    |

#### Feminino

##### Geral
*   país anfitrião (Itália)
| Pos.               | País               | Ouro | Prata | Bronze | Total |
| ------------------ | ------------------ | ---- | ----- | ------ | ----- |
| 1                  | Itália             | 8    | 6     | 2      | 16    |
| 2                  | França             | 5    | 0     | 7      | 12    |
| 3                  | Roménia            | 0    | 2     | 0      | 2     |
| 4                  | Grã-Bretanha       | 0    | 1     | 2      | 3     |
| 5                  | Alemanha           | 0    | 1     | 0      | 1     |
| 5                  | Bulgária           | 0    | 1     | 0      | 1     |
| 7                  | Bélgica            | 0    | 0     | 2      | 2     |
| Total (7 entradas) | Total (7 entradas) | 13   | 11    | 13     | 37    |

##### Sênior
*   país anfitrião (Itália)
| Pos.               | País               | Ouro | Prata | Bronze | Total |
| ------------------ | ------------------ | ---- | ----- | ------ | ----- |
| 1                  | Itália             | 5    | 2     | 1      | 8     |
| 2                  | França             | 1    | 0     | 3      | 4     |
| 3                  | Roménia            | 0    | 2     | 0      | 2     |
| 4                  | Grã-Bretanha       | 0    | 1     | 2      | 3     |
| 5                  | Bulgária           | 0    | 1     | 0      | 1     |
| Total (5 entradas) | Total (5 entradas) | 6    | 6     | 6      | 18    |

##### Juvenil
*   país anfitrião (Itália)
| Pos.               | País               | Ouro | Prata | Bronze | Total |
| ------------------ | ------------------ | ---- | ----- | ------ | ----- |
| 1                  | França             | 4    | 0     | 4      | 8     |
| 2                  | Itália             | 3    | 4     | 1      | 8     |
| 3                  | Alemanha           | 0    | 1     | 0      | 1     |
| 4                  | Bélgica            | 0    | 0     | 2      | 2     |
| Total (4 entradas) | Total (4 entradas) | 7    | 5     | 7      | 19    |

## Resultados masculinos

### Sênior

#### Equipes
| Pos. | Equipe              |        |        |        |        |        |        | Total   |
| ---- | ------------------- | ------ | ------ | ------ | ------ | ------ | ------ | ------- |
| 1    | Ucrânia             | 41.033 | 43.899 | 41.866 | 42.499 | 44.899 | 41.566 | 255.762 |
| 1    | Illia Kovtun        |        | 14.966 | 13.266 |        | 15.800 | 14.400 | 255.762 |
| 1    | Oleg Verniaiev      | 14.000 | 15.200 | 14.100 | 13.066 | 14.833 | 13.333 | 255.762 |
| 1    | Igor Radivilov      |        |        | 14.500 | 14.800 |        |        | 255.762 |
| 1    | Nazar Chepurnyi     | 13.500 |        |        | 14.633 | 14.266 |        | 255.762 |
| 1    | Radomyr Stelmakh    | 13.533 | 13.733 |        |        |        | 13.833 | 255.762 |
| 2    | Grã-Bretanha        | 42.566 | 42.032 | 41.866 | 45.133 | 43.533 | 40.299 | 255.429 |
| 2    | Joe Fraser          |        | 14.500 |        |        | 14.800 | 13.133 | 255.429 |
| 2    | Harry Hepworth      |        |        | 14.500 | 15.000 |        |        | 255.429 |
| 2    | Jake Jarman         | 14.600 | 14.066 | 12.866 | 15.500 | 14.133 | 13.366 | 255.429 |
| 2    | Courtney Tulloch    | 13.933 |        | 14.500 | 14.633 |        |        | 255.429 |
| 2    | James Hall          | 14.033 | 13.466 |        |        | 14.600 | 13.800 | 255.429 |
| 3    | Itália              | 41.666 | 42.266 | 41.332 | 42.832 | 43.032 | 41.432 | 252.560 |
| 3    | Yumin Abbadini      | 14.266 | 14.400 | 13.266 | 13.866 |        | 14.333 | 252.560 |
| 3    | Lorenzo Minh Casali | 14.000 | 13.600 | 13.666 | 14.600 | 14.066 |        | 252.560 |
| 3    | Matteo Levantesi    |        |        |        |        | 14.466 | 13.833 | 252.560 |
| 3    | Marco Lodadio       |        |        | 14.400 |        |        |        | 252.560 |
| 3    | Mario Macchiati     | 13.400 | 14.266 |        | 14.366 | 14.500 | 13.266 | 252.560 |
| 4    | Turquia             | 41.266 | 38.499 | 42.399 | 43.899 | 41.733 | 40.233 | 248.029 |
| 4    | Adem Asil           | 13.300 | 13.400 | 14.666 | 15.033 | 14.100 | 13.133 | 248.029 |
| 4    | Mehmet Ayberk Kosak | 13.533 | 11.666 | 14.333 |        |        |        | 248.029 |
| 4    | Mert Efe Kilicer    |        | 13.433 |        |        |        |        | 248.029 |
| 4    | Kerem Şener         |        |        | 13.400 | 14.466 | 13.733 |        | 248.029 |
| 4    | Emre Dodanlı        | 14.433 |        |        | 14.400 | 13.900 | 13.800 | 248.029 |
| 5    | Espanha             | 41.665 | 40.332 | 40.532 | 43.066 | 41.365 | 40.765 | 247.725 |
| 5    | Nestor Abad         | 13.966 |        | 13.866 | 14.400 | 12.766 | 13.566 | 247.725 |
| 5    | Thierno Diallo      |        | 13.433 |        |        | 14.166 |        | 247.725 |
| 5    | Joel Plata          | 14.066 | 13.633 | 13.200 |        |        | 13.933 | 247.725 |
| 5    | Nicolau Mir         | 13.633 |        | 13.466 | 14.466 | 14.433 | 13.266 | 247.725 |
| 5    | Daniel Carrion      |        | 13.266 |        | 14.200 |        |        | 247.725 |
| 6    | Israel              | 42.133 | 41.066 | 39.832 | 42.232 | 41.499 | 39.866 | 246.628 |
| 6    | Artem Dolgopyat     | 15.100 |        | 13.000 | 14.366 | 13.800 | 13.433 | 246.628 |
| 6    | Pavel Gulidov       |        |        | 13.366 | 14.133 |        |        | 246.628 |
| 6    | Ilia Liubimov       | 13.633 | 14.166 |        | 13.733 | 13.833 | 12.100 | 246.628 |
| 6    | Alexander Myakinin  |        | 13.600 |        |        |        | 14.333 | 246.628 |
| 6    | Uri Zeidel          | 13.400 | 13.300 | 13.466 |        | 13.866 |        | 246.628 |
| 7    | Chipre              | 42.132 | 39.632 | 40.366 | 40.466 | 41.732 | 42.066 | 246.394 |
| 7    | Ilias Georgiou      | 13.900 | 12.566 | 13.333 | 14.500 | 13.566 | 14.366 | 246.394 |
| 7    | Marios Georgiou     | 14.066 | 14.400 | 13.033 | 11.966 | 14.933 | 14.400 | 246.394 |
| 7    | Sokratis Pilakouris |        |        | 14.000 |        |        |        | 246.394 |
| 7    | Michalis Chari      | 14.166 | 12.666 |        |        |        |        | 246.394 |
| 7    | Georgios Angonas    |        |        |        | 14.000 | 13.233 | 13.300 | 246.394 |
| 8    | Suíça               | 39.999 | 39.532 | 40.866 | 42.865 | 42.432 | 39.665 | 245.359 |
| 8    | Christian Baumann   | 13.800 |        |        |        | 14.066 |        | 245.359 |
| 8    | Luca Giubellini     | 13.766 | 12.266 |        | 14.733 |        |        | 245.359 |
| 8    | Matteo Giubellini   | 13.533 | 14.633 | 13.433 | 13.866 |        | 13.533 | 245.359 |
| 8    | Noe Seifert         |        | 12.633 | 13.633 |        | 14.400 | 12.266 | 245.359 |
| 8    | Taha Serhani        | 12.700 |        |        | 14.266 | 13.966 | 13.866 | 245.359 |

#### Individual geral
| Pos. | Ginasta             |        |        |        |        |        |        | Total  |
| ---- | ------------------- | ------ | ------ | ------ | ------ | ------ | ------ | ------ |
| 1    | Marios Georgiou     | 13.533 | 14.266 | 13.233 | 14.100 | 14.633 | 14.500 | 84.265 |
| 2    | Oleg Verniaiev      | 13.733 | 15.166 | 14.033 | 14.666 | 14.200 | 12.233 | 84.031 |
| 3    | Yumin Abbadini      | 14.066 | 14.233 | 13.700 | 14.000 | 13.433 | 14.333 | 83.765 |
| 4    | Jake Jarman         | 14.533 | 13.866 | 13.133 | 14.933 | 13.400 | 13.566 | 83.431 |
| 5    | Krisztofer Mészáros | 14.333 | 13.500 | 13.366 | 13.966 | 14.233 | 14.000 | 83.398 |
| 6    | Illia Kovtun        | 11.966 | 13.700 | 13.466 | 14.333 | 15.266 | 14.600 | 83.331 |
| 7    | Néstor Abad         | 13.733 | 13.366 | 13.800 | 14.300 | 14.166 | 13.433 | 82.798 |
| 8    | Artem Dolgopyat     | 15.200 | 12.600 | 13.033 | 14.433 | 13.566 | 13.600 | 82.432 |
| 9    | Adem Asil           | 14.066 | 11.966 | 14.933 | 15.133 | 12.900 | 13.333 | 82.331 |
| 10   | Ilias Georgiou      | 13.600 | 12.500 | 13.500 | 14.433 | 14.200 | 13.833 | 82.066 |

#### Solo
| Pos. | Ginasta             | Nota D | Nota E | Pen.  | Total  |
| ---- | ------------------- | ------ | ------ | ----- | ------ |
| 1    | Luke Whitehouse     | 6.5    | 8.366  |       | 14.866 |
| 2    | Artem Dolgopyat     | 6.4    | 8.533  | 0.100 | 14.833 |
| 3    | Krisztofer Mészáros | 6.3    | 8.300  |       | 14.600 |
| 4    | Unai Baigorri       | 5.8    | 8.433  |       | 14.233 |
| 5    | Léo Saladino        | 5.9    | 8.166  |       | 14.066 |
| 6    | Jake Jarman         | 6.3    | 8.066  | 0.400 | 13.966 |
| 7    | Nicolau Mir         | 5.5    | 8.266  | 0.100 | 13.666 |
| 8    | Jim Zona            | 5.1    | 7.833  |       | 12.933 |

#### Cavalo com alças
| Pos. | Ginasta           | Nota D | Nota E | Pen. | Total  |
| ---- | ----------------- | ------ | ------ | ---- | ------ |
| 1    | Rhys McClenaghan  | 6.5    | 8.800  |      | 15.300 |
| 2    | Loran de Munck    | 6.5    | 8.433  |      | 14.933 |
| 3    | Marios Georgiou   | 6.2    | 8.600  |      | 14.800 |
| 4    | Matteo Giubellini | 6.1    | 8.500  |      | 14.600 |
| 5    | Filip Ude         | 5.8    | 8.733  |      | 14.533 |
| 6    | Levan Skhiladze   | 5.8    | 8.433  |      | 14.233 |
| 7    | Oleg Verniaiev    | 6.7    | 7.500  |      | 14.200 |
| 8    | Ilia Liubimov     | 5.8    | 7.333  |      | 13.133 |
| 9    | Gagik Khachikyan  | 6.1    | 6.366  |      | 12.466 |

#### Argolas
| Pos. | Ginasta                | Nota D | Nota E | Pen. | Total  |
| ---- | ---------------------- | ------ | ------ | ---- | ------ |
| 1    | Eleftherios Petrounias | 6.3    | 8.700  |      | 15.000 |
| 2    | Nikita Simonov         | 6.2    | 8.700  |      | 14.900 |
| 3    | Adem Asil              | 6.3    | 8.600  |      | 14.900 |
| 4    | Artur Avetisyan        | 6.1    | 8.700  |      | 14.800 |
| 4    | Vinzenz Höck           | 6.1    | 8.700  |      | 14.800 |
| 6    | Courtney Tulloch       | 6.0    | 8.700  |      | 14.700 |
| 7    | Salvatore Maresca      | 6.2    | 8.366  |      | 14.566 |
| 8    | İbrahim Çolak          | 5.9    | 8.600  |      | 14.500 |

#### Salto
| Pos. | Ginasta             | Nota D | Nota E | Pen.  | Pont. 1 | Nota D | Nota E | Pen.  | Pont. 2 | Total  |
| ---- | ------------------- | ------ | ------ | ----- | ------- | ------ | ------ | ----- | ------- | ------ |
| 1    | Jake Jarman         | 6.0    | 9.100  | 0.100 | 15.000  | 5.6    | 9.166  |       | 14.766  | 14.883 |
| 2    | Artur Davtyan       | 5.6    | 9.500  |       | 15.100  | 5.6    | 9.100  | 0.100 | 14.600  | 14.850 |
| 3    | Nazar Chepurnyi     | 5.6    | 9.133  |       | 14.733  | 5.6    | 9.166  |       | 14.766  | 14.749 |
| 4    | Igor Radivilov      | 5.6    | 9.200  |       | 14.800  | 5.6    | 7.900  | 0.300 | 13.200  | 14.000 |
| 5    | Dominick Cunningham | 5.2    | 8.933  |       | 14.133  | 4.8    | 9.000  |       | 13.800  | 13.966 |
| 6    | Luke Whitehouse     | 5.6    | 7.766  | 0.300 | 13.066  | 5.2    | 9.100  |       | 14.300  | 13.683 |
| 7    | Casimir Schmidt     | 5.6    | 7.700  | 0.100 | 13.200  | 5.6    | 8.633  | 0.300 | 13.933  | 13.566 |
| 8    | Luca Giubellini     | 5.6    | 8.766  |       | 14.366  | 5.2    | 7.766  | 0.300 | 12.666  | 13.516 |

#### Barras paralelas
| Pos. | Ginasta             | Nota D | Nota E | Pen. | Total  |
| ---- | ------------------- | ------ | ------ | ---- | ------ |
| 1    | Illia Kovtun        | 6.9    | 8.733  |      | 15.633 |
| 2    | Marios Georgiou     | 6.1    | 8.766  |      | 14.866 |
| 3    | Noè Seifert         | 6.3    | 8.533  |      | 14.833 |
| 4    | Cameron-Lie Bernard | 6.3    | 8.200  |      | 14.500 |
| 5    | James Hall          | 6.1    | 8.266  |      | 14.366 |
| 6    | Nazar Chepurnyi     | 6.3    | 7.566  |      | 13.866 |
| 7    | Mario Macchiati     | 5.7    | 7.600  |      | 13.300 |
| 8    | Thierno Diallo      | 5.9    | 7.000  |      | 12.900 |

#### Barra fixa
| Pos. | Ginasta            | Nota D | Nota E | Pen. | Total  |
| ---- | ------------------ | ------ | ------ | ---- | ------ |
| 1    | Illia Kovtun       | 5.9    | 8.700  |      | 14.600 |
| 2    | Robert Tvorogal    | 5.8    | 8.766  |      | 14.566 |
| 3    | Marios Georgiou    | 5.9    | 8.466  |      | 14.366 |
| 4    | Noè Seifert        | 6.0    | 8.266  |      | 14.266 |
| 5    | Alexander Myakinin | 5.9    | 8.200  |      | 14.100 |
| 6    | Tin Srbić          | 5.5    | 8.566  |      | 14.066 |
| 7    | Yumin Abbadini     | 6.1    | 7.733  |      | 13.833 |
| 8    | Joel Plata         | 5.9    | 7.466  |      | 13.366 |

### Juvenil

#### Equipes
20 nações participaram da competição por equipes juniores. As seguintes foram as 8 melhores equipes.
| Pos. | Equipe                  |        |        |        |        |        |        | Total   |
| ---- | ----------------------- | ------ | ------ | ------ | ------ | ------ | ------ | ------- |
| 1    | Grã-Bretanha            | 41.265 | 38.898 | 39.066 | 42.599 | 39.765 | 38.665 | 240.258 |
| 1    | Uzair Chowdhury         |        |        | 12.933 |        | 13.733 | 12.966 | 240.258 |
| 1    | Zakaine Fawzi-McCaffrey | 13.533 | 13.066 |        | 13.933 |        |        | 240.258 |
| 1    | Gabriel Langton         |        | 12.566 | 13.200 |        | 13.066 | 12.633 | 240.258 |
| 1    | Evan McPhillips         | 13.866 |        | 12.933 | 14.166 |        |        | 240.258 |
| 1    | Sol Scott               | 13.866 | 13.266 |        | 14.500 | 12.966 | 13.066 | 240.258 |
| 2    | Itália                  | 41.500 | 39.333 | 39.233 | 42.199 | 38.799 | 39.166 | 240.230 |
| 2    | Pietro Mazzola          |        |        |        | 13.866 | 13.000 |        | 240.230 |
| 2    | Simone Speranza         | 13.400 |        | 12.933 | 14.000 |        |        | 240.230 |
| 2    | Manuel Berettera        | 13.900 | 13.200 |        |        | 12.833 | 13.300 | 240.230 |
| 2    | Tommaso Brugnami        | 14.200 | 13.033 | 13.300 | 14.333 | 12.966 | 12.733 | 240.230 |
| 2    | Diego Vazzola           |        | 13.100 | 13.000 |        |        | 13.133 | 240.230 |
| 3    | França                  | 40.533 | 38.333 | 38.532 | 42.566 | 39.832 | 39.000 | 238.796 |
| 3    | Elias Breche            | 13.300 |        | 12.800 | 13.966 |        | 12.600 | 238.796 |
| 3    | Karim Mangala-Bima      |        | 12.600 | 12.566 | 14.200 |        |        | 238.796 |
| 3    | Anthony Mansard         | 13.533 | 12.900 | 13.166 | 14.400 | 13.300 | 13.700 | 238.796 |
| 3    | Alan Moullec            | 13.700 |        |        |        | 13.166 |        | 238.796 |
| 3    | Nathan Camilleri        |        | 12.833 |        |        | 13.366 | 12.700 | 238.796 |
| 4    | Áustria                 | 39.499 | 38.999 | 38.766 | 41.933 | 38.300 | 38.066 | 235.563 |
| 4    | Jeremy Balazs           |        |        |        |        | 12.600 | 12.600 | 235.563 |
| 4    | Mateo Fraisl            |        | 12.833 |        | 13.700 |        |        | 235.563 |
| 4    | Vincent Lindpointner    | 12.833 |        | 13.133 | 14.200 |        |        | 235.563 |
| 4    | Alfred Schwaiger        | 13.133 | 13.600 | 12.900 |        | 12.700 | 13.033 | 235.563 |
| 4    | Gino Vetter             | 13.533 | 12.566 | 12.733 | 14.033 | 13.000 | 12.433 | 235.563 |
| 5    | Suíça                   | 39.732 | 36.865 | 38.166 | 41.532 | 38.166 | 38.532 | 232.993 |
| 5    | Janic Faessler          |        |        | 12.700 | 13.766 | 12.833 | 12.766 | 232.993 |
| 5    | Timon Erb               | 13.166 | 12.566 | 12.800 | 14.066 | 12.733 |        | 232.993 |
| 5    | Florian Keller          | 13.166 | 12.166 |        |        | 12.600 |        | 232.993 |
| 5    | Nico Oberholzer         |        |        | 12.666 |        |        | 13.100 | 232.993 |
| 5    | Carlo Riesco            | 13.400 | 12.133 |        | 13.700 |        | 12.666 | 232.993 |
| 6    | Espanha                 | 39.198 | 37.433 | 38.633 | 41.166 | 37.666 | 37.966 | 232.062 |
| 6    | Alvaro Giraldez         | 13.366 | 12.500 | 12.800 | 13.833 | 12.600 | 13.033 | 232.062 |
| 6    | Sergio David Kovacs     | 13.366 |        | 13.300 | 14.000 | 12.600 | 13.033 | 232.062 |
| 6    | Alejandro Cabrera       |        | 12.500 |        |        |        |        | 232.062 |
| 6    | Gabriel Barris          |        |        | 12.533 | 13.333 |        | 11.900 | 232.062 |
| 6    | Orian Diaz              | 12.466 | 12.433 |        |        | 12.466 |        | 232.062 |
| 7    | Hungria                 | 39.099 | 38.766 | 38.532 | 40.666 | 37.233 | 37.699 | 231.995 |
| 7    | Dominik Kis             | 12.500 | 12.600 | 12.966 |        |        | 12.700 | 231.995 |
| 7    | Daniel Tamas Bogyo      | 13.466 | 13.366 | 12.866 | 13.333 | 12.500 |        | 231.995 |
| 7    | Nandor Sas              | 13.133 | 12.800 |        | 13.833 |        |        | 231.995 |
| 7    | Bence Hamza-Vargity     |        |        | 12.700 | 13.500 | 12.633 | 12.666 | 231.995 |
| 7    | Zeteny Kiss             |        |        |        |        | 12.100 | 12.333 | 231.995 |
| 8    | Países Baixos           | 38.433 | 37.366 | 38.432 | 41.832 | 37.965 | 37.800 | 231.828 |
| 8    | Aaron Enser             | 13.100 | 12.233 | 12.533 | 14.066 | 12.566 |        | 231.828 |
| 8    | Cas Keser               |        | 12.300 | 12.933 |        | 12.933 | 12.700 | 231.828 |
| 8    | Jayden Paton            |        |        |        |        |        |        | 231.828 |
| 8    | Leon Atherton           | 13.100 | 12.833 |        | 13.666 | 12.466 | 12.600 | 231.828 |
| 8    | Elijah Faverus          | 12.233 |        | 12.966 | 14.100 |        | 12.500 | 231.828 |

#### Individual geral
| Pos. | Ginasta                   |        |        |        |        |        |        | Total  |
| ---- | ------------------------- | ------ | ------ | ------ | ------ | ------ | ------ | ------ |
| 1    | Anthony Mansard (FRA)     | 13.733 | 13.000 | 13.133 | 14.400 | 13.633 | 13.600 | 81.499 |
| 2    | Tommaso Brugnami (ITA)    | 13.900 | 12.866 | 13.200 | 14.600 | 13.166 | 13.100 | 80.832 |
| 3    | Gabriel Langton (GBR)     | 13.233 | 12.966 | 13.166 | 13.866 | 13.500 | 12.833 | 79.564 |
| 4    | Jonas Eder (GER)          | 12.966 | 13.466 | 12.500 | 13.833 | 13.600 | 13.033 | 79.398 |
| 5    | Alfred Schwaiger (AUT)    | 13.033 | 13.900 | 12.833 | 13.133 | 13.066 | 12.966 | 78.931 |
| 6    | David Ivanov (BUL)        | 12.900 | 14.133 | 13.000 | 13.000 | 13.700 | 12.100 | 78.833 |
| 7    | Alperen Ege Avci (TUR)    | 13.333 | 12.400 | 12.766 | 13.866 | 12.600 | 13.100 | 78.065 |
| 8    | Alvaro Giraldez (ESP)     | 13.133 | 12.433 | 12.033 | 13.800 | 13.066 | 13.166 | 77.631 |
| 9    | Manuel Berettera (ITA)    | 13.266 | 11.766 | 12.866 | 13.833 | 12.666 | 13.233 | 77.630 |
| 10   | Elias Breche (FRA)        | 12.933 | 12.666 | 12.700 | 14.000 | 12.866 | 12.333 | 77.498 |
| 11   | Sol Scott (GBR)           | 13.766 | 13.266 | 12.266 | 13.100 | 12.033 | 12.866 | 77.297 |
| 12   | Sergio David Kovacs (ESP) | 13.300 | 12.366 | 13.033 | 14.100 | 11.333 | 13.133 | 77.265 |
| 13   | Elijah Faverus (NED)      | 12.733 | 11.833 | 12.966 | 14.133 | 12.966 | 12.600 | 77.231 |
| 14   | Gino Vetter (AUT)         | 13.000 | 12.500 | 12.733 | 13.966 | 12.966 | 11.633 | 76.798 |
| 14   | Daniel Tamas Bogyo (HUN)  | 13.500 | 13.300 | 12.866 | 13.300 | 12.166 | 11.666 | 76.798 |
| 16   | Timon Erb (SUI)           | 13.133 | 12.533 | 12.666 | 14.066 | 12.933 | 11.233 | 76.564 |
| 17   | Ivan Rudyi (UKR)          | 12.700 | 13.033 | 12.900 | 13.200 | 12.633 | 11.400 | 75.866 |
| 18   | Janic Faessler (SUI)      | 13.100 | 11.033 | 12.866 | 12.866 | 12.933 | 12.566 | 75.364 |
| 19   | Kyano Schepers (BEL)      | 11.700 | 13.400 | 12.200 | 12.900 | 12.166 | 12.800 | 75.166 |
| 20   | Dominik Kis (HUN)         | 12.600 | 12.600 | 12.700 | 13.233 | 13.033 | 10.966 | 75.132 |
| 21   | Jonas Danek (CZE)         | 12.866 | 11.700 | 12.300 | 13.600 | 12.400 | 12.100 | 74.966 |
| 22   | Mert Oezturk (GER)        | 12.766 | 12.533 | 12.900 | 12.933 | 11.033 | 12.733 | 74.898 |
| 23   | Aaron Enser (NED)         | 12.766 | 10.900 | 11.566 | 13.966 | 12.733 | 12.800 | 74.731 |
| 24   | Robert Gyulumyan (ARM)    | 13.233 | 12.133 | 12.433 | 13.100 | 12.633 | 11.100 | 74.632 |

#### Solo
| Pos. | Ginasta          | Nota D | Nota E | Pen.  | Total  |
| ---- | ---------------- | ------ | ------ | ----- | ------ |
| 1    | Tommaso Brugnami | 5.2    | 8.666  |       | 13.866 |
| 2    | Anthony Mansard  | 5.1    | 8.400  |       | 13.500 |
| 3    | Alan Moullec     | 5.0    | 8.333  |       | 13.333 |
| 4    | Sol Scott        | 5.1    | 8.300  | -0.10 | 13.300 |
| 5    | Manuel Berettera | 5.0    | 8.166  |       | 13.166 |
| 6    | Alperen Ege Avci | 4.6    | 8.466  |       | 13.066 |
| 7    | Gino Vetter      | 4.8    | 7.566  |       | 12.366 |
| 8    | Evan McPhillips  | 5.1    | 7.000  | -0.10 | 12.000 |

#### Cavalo com alças
| Pos. | Ginasta               | Nota D | Nota E | Pen. | Total  |
| ---- | --------------------- | ------ | ------ | ---- | ------ |
| 1    | Hamlet Manukyan       | 5.6    | 8.900  |      | 14.500 |
| 2    | David Ivanov          | 5.7    | 8.600  |      | 14.300 |
| 3    | Mamikon Khachatryan   | 5.5    | 8.766  |      | 14.266 |
| 4    | Dachi Dolidze         | 5.6    | 8.433  |      | 14.033 |
| 5    | Alfred Schwaiger      | 5.3    | 8.400  |      | 13.700 |
| 6    | James Hickey          | 5.1    | 8.366  |      | 13.466 |
| 7    | Kristijonas Padegimas | 4.6    | 8.433  |      | 13.033 |
| 8    | Daniel Tamas Bogyo    | 4.4    | 8.433  |      | 12.833 |

#### Argolas
| Pos. | Ginasta              | Nota D | Nota E | Pen. | Total  |
| ---- | -------------------- | ------ | ------ | ---- | ------ |
| 1    | Tommaso Brugnami     | 4.3    | 8.966  |      | 13.266 |
| 2    | Gabriel Langton      | 4.2    | 9.033  |      | 13.233 |
| 3    | Vincent Lindpointner | 4.4    | 8.800  |      | 13.200 |
| 4    | Anthony Mansard      | 4.4    | 8.733  |      | 13.133 |
| 5    | Sergio David Kovacs  | 4.6    | 8.433  |      | 13.033 |
| 6    | David Ivanov         | 4.5    | 8.400  |      | 12.900 |
| 6    | Sviatoslav Shved     | 4.2    | 8.700  |      | 12.900 |
| 8    | Mert Oeztuerk        | 4.2    | 8.600  |      | 12.800 |

#### Salto
| Pos. | Ginasta             | Nota D | Nota E | Pen. | Pont. 1 | Nota D | Nota E | Pen.  | Pont. 2 | Total  |
| ---- | ------------------- | ------ | ------ | ---- | ------- | ------ | ------ | ----- | ------- | ------ |
| 1    | Sol Scott           | 5.2    | 9.266  |      | 14.466  | 5.2    | 9.266  |       | 14.466  | 14.466 |
| 2    | Tommaso Brugnami    | 5.2    | 9.300  |      | 14.500  | 4.8    | 9.100  |       | 13.900  | 14.200 |
| 3    | Sergio David Kovacs | 4.8    | 9.233  |      | 14.033  | 4.8    | 9.200  |       | 14.000  | 14.016 |
| 4    | Jonas Danek         | 4.8    | 9.133  |      | 13.833  | 4.8    | 8.900  |       | 13.700  | 13.766 |
| 5    | Anthony Mansard     | 5.2    | 9.066  |      | 14.266  | 4.0    | 9.133  |       | 13.133  | 13.699 |
| 6    | Karim Mangala-Bima  | 5.2    | 8.600  |      | 13.800  | 4.0    | 9.366  |       | 13.366  | 13.583 |
| 7    | Elias Jaffer        | 5.2    | 8.766  |      | 13.866  | 4.0    | 9.266  |       | 13.266  | 13.566 |
| 8    | David Puicea        | 4.8    | 8.966  |      | 13.766  | 5.2    | 7.900  | -0.30 | 12.800  | 13.283 |

#### Barras paralelas
| Pos. | Ginasta          | Nota D | Nota E | Pen. | Total  |
| ---- | ---------------- | ------ | ------ | ---- | ------ |
| 1    | Uzair Chowdhury  | 5.0    | 9.066  |      | 14.066 |
| 2    | Jonas Eder       | 5.0    | 8.700  |      | 13.700 |
| 2    | Anthony Mansard  | 5.1    | 8.600  |      | 13.700 |
| 2    | Sviatoslav Shved | 5.0    | 8.700  |      | 13.700 |
| 5    | Gabriel Langton  | 4.7    | 8.800  |      | 13.500 |
| 6    | Nathan Camilleri | 4.7    | 8.333  |      | 13.033 |
| 7    | David Ivanov     | 5.2    | 7.466  |      | 12.666 |
| 8    | Ivan Rudyi       | 4.9    | 7.666  |      | 12.566 |

#### Barra fixa
| Pos. | Ginasta          | Nota D | Nota E | Pen. | Total  |
| ---- | ---------------- | ------ | ------ | ---- | ------ |
| 1    | Anthony Mansard  | 4.8    | 8.633  |      | 13.433 |
| 2    | Kyano Schepers   | 4.6    | 8.733  |      | 13.333 |
| 3    | Manuel Berettera | 4.6    | 8.700  |      | 13.300 |
| 4    | Ivan Rudyi       | 5.0    | 8.266  |      | 13.266 |
| 5    | Nico Oberholzer  | 4.7    | 8.333  |      | 13.033 |
| 6    | Alfred Schwaiger | 4.4    | 8.600  |      | 13.000 |
| 7    | Diego Vazzola    | 4.5    | 8.133  |      | 12.633 |
| 8    | Alvaro Giraldez  | 4.1    | 7.900  |      | 11.833 |
| 9    | Sol Scott        | 4.3    | 7.533  |      | 11.833 |

## Resultados femininos

### Sênior

#### Equipes
| Pos. | Equipe                 |        |        |        |        | Total   |
| ---- | ---------------------- | ------ | ------ | ------ | ------ | ------- |
| 1    | Itália                 | 41.232 | 42.999 | 40.032 | 38.899 | 164.162 |
| 1    | Alice D'Amato          | 14.066 | 14.566 | 13.500 |        | 164.162 |
| 1    | Asia D'Amato           |        |        |        |        | 164.162 |
| 1    | Manila Esposito        | 13.600 | 14.133 | 13.966 | 13.800 | 164.162 |
| 1    | Elisa Iorio            |        | 14.300 |        | 12.566 | 164.162 |
| 1    | Angela Andreoli        | 13.566 |        | 12.566 | 13.533 | 164.162 |
| 2    | Grã-Bretanha           | 41.832 | 42.165 | 37.966 | 40.199 | 162.162 |
| 2    | Abigail Martin         |        |        |        | 13.166 | 162.162 |
| 2    | Alice Kinsella         | 14.100 | 13.766 | 13.233 | 13.633 | 162.162 |
| 2    | Georgia-Mae Fenton     | 13.666 | 13.766 | 11.900 |        | 162.162 |
| 2    | Rebecca Downie         |        | 14.633 | 12.833 |        | 162.162 |
| 2    | Ruby Evans             | 14.066 |        |        | 13.400 | 162.162 |
| 3    | França                 | 42.032 | 38.599 | 38.899 | 39.266 | 158.796 |
| 3    | Morgane Osyssek-Reimer |        | 13.000 | 12.200 | 13.100 | 158.796 |
| 3    | Coline Devillard       | 14.433 |        | 12.966 |        | 158.796 |
| 3    | Lorette Charpy         |        | 12.433 |        |        | 158.796 |
| 3    | Marine Boyer           | 13.233 | 13.166 | 13.733 | 12.733 | 158.796 |
| 3    | Ming van Eijken        | 14.366 |        |        | 13.433 | 158.796 |
| 4    | Roménia                | 39.499 | 39.000 | 38.498 | 39.400 | 156.397 |
| 4    | Ana Bărbosu            | 13.800 | 13.500 | 12.866 | 13.200 | 156.397 |
| 4    | Lilia Cosman           | 12.066 | 13.200 |        |        | 156.397 |
| 4    | Amalia Ghigoarta       |        | 12.300 | 12.966 | 12.600 | 156.397 |
| 4    | Sabrina Voinea         | 13.633 |        | 12.666 | 13.600 | 156.397 |
| 4    | Maria Ceplinschi       |        |        |        |        | 156.397 |
| 5    | Espanha                | 39.966 | 38.932 | 37.999 | 37.065 | 153.962 |
| 5    | Laura Casabuena        |        | 12.766 |        |        | 153.962 |
| 5    | Laia Masferrer         | 13.600 |        | 11.633 | 12.466 | 153.962 |
| 5    | Ana Pérez              |        | 13.100 | 12.966 | 11.366 | 153.962 |
| 5    | Marina Escudero        | 12.900 |        |        |        | 153.962 |
| 5    | Alba Petisco           | 13.466 | 13.066 | 13.400 | 13.233 | 153.962 |
| 6    | Alemanha               | 40.000 | 39.799 | 36.799 | 36.332 | 152.930 |
| 6    | Karina Schönmaier      | 13.700 | 13.000 |        | 12.433 | 152.930 |
| 6    | Janoah Müller          |        |        | 12.133 | 11.533 | 152.930 |
| 6    | Marlene Gotthardt      | 13.100 |        | 12.533 | 12.366 | 152.930 |
| 6    | Helen Kevric           |        | 13.966 |        |        | 152.930 |
| 6    | Silja Stöhr            | 13.200 | 12.833 | 12.133 |        | 152.930 |
| 7    | Países Baixos          | 39.466 | 37.166 | 35.632 | 37.299 | 149.563 |
| 7    | Vera van Pol           | 13.700 | 13.000 | 12.366 | 13.033 | 149.563 |
| 7    | Elisabeth Geurts       | 12.566 | 11.433 |        | 11.666 | 149.563 |
| 7    | Tisha Volleman         | 13.200 | 12.733 |        | 12.600 | 149.563 |
| 7    | Floor Slooff           |        |        | 11.800 |        | 149.563 |
| 7    | Lieke Wevers           |        |        | 11.466 |        | 149.563 |
| 8    | Suécia                 | 38.432 | 40.032 | 33.832 | 36.300 | 148.596 |
| 8    | Nathalie Westlund      | 12.933 | 13.833 | 10.233 | 11.700 | 148.596 |
| 8    | Jennifer Williams      | 13.166 | 12.866 | 11.933 | 12.800 | 148.596 |
| 8    | Elina Gravin           | 12.333 |        | 11.666 |        | 148.596 |
| 8    | Tonya Paulsson         |        | 13.333 |        |        | 148.596 |
| 8    | Maya Ståhl             |        |        |        | 11.800 | 148.596 |

#### Individual geral
86 ginastas participaram da competição individual geral sem rodada de qualificação prévia. A seguir estão as 10 primeiras do geral. Embora várias ginastas por país pudessem competir em todos os quatro aparelhos, apenas um máximo de duas ginastas por país eram elegíveis para classificação. Portanto, Angela Andreoli, que registrou a terceira maior pontuação, ficou inelegível para receber a medalha de bronze porque duas de suas compatriotas tiveram classificação superior.
| Pos. | Ginasta                  |        |        |        |        | Total  |
| ---- | ------------------------ | ------ | ------ | ------ | ------ | ------ |
| 1    | Manila Esposito (ITA)    | 13.566 | 14.066 | 14.200 | 13.600 | 55.432 |
| 2    | Alice D'Amato (ITA)      | 13.966 | 14.633 | 13.766 | 12.466 | 54.831 |
| –    | Angela Andreoli (ITA)    | 13.633 | 13.033 | 13.700 | 13.400 | 53.766 |
| 3    | Alice Kinsella (GBR)     | 14.000 | 13.333 | 12.800 | 13.466 | 53.599 |
| 4    | Sabrina Voinea (ROU)     | 13.600 | 11.300 | 14.100 | 13.700 | 52.700 |
| 5    | Alba Petisco (ESP)       | 13.400 | 13.000 | 13.133 | 13.166 | 52.699 |
| 6    | Georgia-Mae Fenton (GBR) | 13.633 | 13.733 | 12.466 | 12.833 | 52.665 |
| 7    | Morgane Osyssek (FRA)    | 13.166 | 13.000 | 12.866 | 13.400 | 52.432 |
| 8    | Lilia Cosman (ROU)       | 13.400 | 13.100 | 13.266 | 12.600 | 52.366 |
| 9    | Zója Székely (HUN)       | 13.000 | 13.666 | 12.833 | 12.533 | 52.032 |

#### Salto
Competidoras mais velhas e mais novas
|            | Nome              | País     | Data de nascimento  | Idade                      |
| ---------- | ----------------- | -------- | ------------------- | -------------------------- |
| Mais nova  | Marlene Gotthardt | Alemanha | 30 de julho de 2008 | 15 anos, 9 meses e 4 dias  |
| Mais velha | Coline Devillard  | França   | 9 de outubro 2000   | 23 anos, 6 meses e 25 dias |

| Pos. | Ginasta             | Nota D | Nota E | Pen.  | Pont. 1 | Nota D | Nota E | Pen. | Pont. 2 | Total  |
| ---- | ------------------- | ------ | ------ | ----- | ------- | ------ | ------ | ---- | ------- | ------ |
| 1    | Coline Devillard    | 5.4    | 8.966  |       | 14.366  | 4.4    | 8.966  |      | 13.366  | 13.866 |
| 2    | Valentina Georgieva | 5.0    | 9.066  |       | 14.066  | 4.4    | 9.133  |      | 13.533  | 13.799 |
| 3    | Ming Van Eijken     | 5.4    | 8.833  | 0.100 | 14.133  | 4.4    | 8.866  |      | 13.266  | 13.699 |
| 4    | Ana Bărbosu         | 5.0    | 8.700  |       | 13.700  | 4.8    | 8.833  |      | 13.633  | 13.666 |
| 5    | Karina Schönmaier   | 4.8    | 8.866  | 0.100 | 13.566  | 4.2    | 9.166  |      | 13.366  | 13.466 |
| 6    | Camille Rasmussen   | 5.0    | 8.633  | 0.300 | 13.333  | 4.4    | 8.666  |      | 13.066  | 13.199 |
| 7    | Marlene Gotthardt   | 4.6    | 8.800  |       | 13.400  | 4.2    | 8.733  |      | 12.933  | 13.166 |
| 8    | Sára Péter          | 4.2    | 9.066  |       | 13.266  | 4.4    | 8.800  |      | 12.800  | 13.033 |

#### Barras assimétricas
Competidoras mais velhas e mais novas
|            | Nome         | País        | Data de nascimento    | Idade                      |
| ---------- | ------------ | ----------- | --------------------- | -------------------------- |
| Mais nova  | Helen Kevric | Alemanha    | 21 de março de 2008   | 16 anos, 1 mês e 13 dias   |
| Mais velha | Becky Downie | Reino Unido | 24 de janeiro de 1992 | 32 anos, 3 meses e 10 dias |

| Pos. | Ginasta            | Nota D | Nota E | Pen. | Total  |
| ---- | ------------------ | ------ | ------ | ---- | ------ |
| 1    | Alice D'Amato      | 6.3    | 8.300  |      | 14.600 |
| 2    | Elisa Iorio        | 6.3    | 8.066  |      | 14.366 |
| 3    | Georgia-Mae Fenton | 5.8    | 8.100  |      | 13.900 |
| 4    | Helen Kevric       | 6.2    | 7.666  |      | 13.866 |
| 5    | Ana Filipa Martins | 5.4    | 8.300  |      | 13.700 |
| 6    | Nathalie Westlund  | 5.6    | 8.100  |      | 13.700 |
| 7    | Rebecca Downie     | 6.6    | 7.033  |      | 13.633 |
| 8    | Zója Székely       | 6.1    | 6.600  |      | 12.700 |

#### Trave
Competidoras mais velhas e mais novas
|            | Nome             | País    | Data de nascimento     | Idade                      |
| ---------- | ---------------- | ------- | ---------------------- | -------------------------- |
| Mais nova  | Polina Diachenko | Ucrânia | 25 de julho de 2008    | 15 anos, 9 meses e 9 dias  |
| Mais velha | Ana Pérez        | Espanha | 14 de dezembro de 1997 | 26 anos, 4 meses e 20 dias |

| Pos. | Ginasta          | Nota D | Nota E | Pen. | Total  |
| ---- | ---------------- | ------ | ------ | ---- | ------ |
| 1    | Manila Esposito  | 6.1    | 8.300  |      | 14.400 |
| 2    | Sabrina Voinea   | 6.5    | 7.666  |      | 14.166 |
| 3    | Marine Boyer     | 6.0    | 8.033  |      | 14.033 |
| 4    | Lilia Cosman     | 5.9    | 7.600  |      | 13.500 |
| 5    | Alice D'Amato    | 5.4    | 7.866  |      | 13.266 |
| 6    | Alba Petisco     | 5.6    | 7.433  |      | 13.033 |
| 7    | Ana Pérez        | 5.2    | 7.733  |      | 12.933 |
| 8    | Polina Diachenko | 5.1    | 7.400  |      | 12.500 |

#### Solo
Competidoras mais velhas e mais novas
|            | Nome           | País        | Data de nascimento  | Idade                    |
| ---------- | -------------- | ----------- | ------------------- | ------------------------ |
| Mais nova  | Abigail Martin | Reino Unido | 19 de abril de 2008 | 16 anos e 15 dias        |
| Mais velha | Alice Kinsella | Reino Unido | 13 de março de 2001 | 23 anos, 1 mês e 21 dias |

| Pos. | Ginasta                | Nota D | Nota E | Pen.  | Total  |
| ---- | ---------------------- | ------ | ------ | ----- | ------ |
| 1    | Manila Esposito        | 5.7    | 8.133  |       | 13.833 |
| 2    | Sabrina Voinea         | 5.9    | 7.900  | 0.100 | 13.700 |
| 3    | Angela Andreoli        | 5.9    | 7.766  |       | 13.666 |
| 4    | Alice Kinsella         | 5.6    | 8.033  |       | 13.633 |
| 5    | Morgane Osyssek-Reimer | 5.5    | 7.800  |       | 13.300 |
| 6    | Alba Petisco           | 5.3    | 7.933  |       | 13.233 |
| 7    | Abigail Martin         | 5.8    | 7.500  | 0.100 | 13.200 |
| 8    | Ming van Eijken        | 5.2    | 7.600  | 0.100 | 12.700 |

### Juvenil

#### Equipes
Havia 26 equipes na competição por equipes sem rodada de qualificação prévia. A seguir são exibidas as oito melhores equipes.
| Pos. | Equipe                |        |        |        |        | Total   |
| ---- | --------------------- | ------ | ------ | ------ | ------ | ------- |
| 1    | França                | 39.865 | 38.933 | 38.099 | 38.866 | 155.763 |
| 1    | Noélie Ayuso          |        |        | 12.566 |        | 155.763 |
| 1    | Lola Chassat          |        | 12.900 |        |        | 155.763 |
| 1    | Elena Colas           | 13.866 | 13.900 |        | 13.033 | 155.763 |
| 1    | Perla Denechere       | 12.966 |        | 12.700 | 12.933 | 155.763 |
| 1    | Maïana Prat           | 13.033 | 12.133 | 12.833 | 12.900 | 155.763 |
| 2    | Itália                | 40.665 | 38.165 | 35.432 | 39.265 | 153.527 |
| 2    | Emma Fioravanti       | 13.366 | 12.066 | 11.166 | 13.266 | 153.527 |
| 2    | Benedetta Gava        | 13.866 |        | 11.833 | 12.833 | 153.527 |
| 2    | Giulia Perotti        |        | 13.733 | 12.433 | 13.166 | 153.527 |
| 2    | Emma Puato            | 13.433 | 12.366 |        |        | 153.527 |
| 3    | Bélgica               | 38.466 | 36.132 | 37.899 | 36.165 | 148.662 |
| 3    | Katie Baert           | 12.966 | 11.800 |        |        | 148.662 |
| 3    | Louise Dupont         | 12.800 | 11.766 | 12.700 | 11.833 | 148.662 |
| 3    | Sien Ghekiere         | 12.700 | 12.566 | 12.533 |        | 148.662 |
| 3    | Silke Hoste           |        |        |        | 11.866 | 148.662 |
| 3    | Liese Vieuxtemps      |        |        | 12.666 | 12.466 | 148.662 |
| 4    | Alemanha              | 37.866 | 36.799 | 37.366 | 36.032 | 148.063 |
| 4    | Anni Bantel           |        | 12.300 | 12.000 | 12.133 | 148.063 |
| 4    | Jesenia Schäfer       | 12.466 |        |        | 11.966 | 148.063 |
| 4    | Michaela Mühlhofer    | 12.500 | 12.366 | 12.300 |        | 148.063 |
| 4    | Charleen Pach         |        | 12.133 |        |        | 148.063 |
| 4    | Madita Mayr           | 12.900 |        | 13.066 | 11.933 | 148.063 |
| 5    | Reino Unido           | 38.633 | 36.832 | 35.466 | 36.600 | 147.531 |
| 5    | Shantae-Eve Amankwaah | 12.800 | 12.800 | 11.700 | 12.400 | 147.531 |
| 5    | Ellie Lewis           |        | 12.366 |        |        | 147.531 |
| 5    | Isabelle Priestley    | 12.833 |        |        |        | 147.531 |
| 5    | Jemima Taylor         | 13.000 |        | 11.900 | 12.200 | 147.531 |
| 5    | Tahlia Wyatt          |        | 11.666 | 11.866 | 12.000 | 147.531 |
| 6    | Suíça                 | 38.033 | 32.399 | 36.366 | 36.332 | 143.130 |
| 6    | Lia Schumacher        | 12.300 | 11.733 | 12.366 | 11.966 | 143.130 |
| 6    | Kea Walser            | 13.033 | 11.233 | 12.200 | 12.233 | 143.130 |
| 6    | Lyris Azhan           |        |        | 11.800 |        | 143.130 |
| 6    | Matilda Pohl          |        | 9.433  |        |        | 143.130 |
| 6    | Joya Dübi             | 12.700 |        |        | 12.133 | 143.130 |
| 7    | Ucrânia               | 36.366 | 36.598 | 34.899 | 35.199 | 143.062 |
| 7    | Maryna Klishchevska   |        |        | 12.166 | 11.800 | 143.062 |
| 7    | Bohdana Kovalova      | 11.966 | 11.566 |        |        | 143.062 |
| 7    | Kristina Hrudetska    |        | 12.566 |        | 11.666 | 143.062 |
| 7    | Anastasiia Lev        | 12.100 | 12.466 | 10.800 |        | 143.062 |
| 7    | Daria Chorna          | 12.300 |        | 11.933 | 11.733 | 143.062 |
| 8    | Roménia               | 38.799 | 30.733 | 36.566 | 35.965 | 142.063 |
| 8    | Alexia Blănaru        | 13.066 |        | 12.400 | 12.166 | 142.063 |
| 8    | Adelina Ionescu       | 12.933 | 9.533  |        |        | 142.063 |
| 8    | Anamaria Mihăescu     | 12.800 | 10.700 | 12.400 | 12.066 | 142.063 |
| 8    | Evelina Papana        |        |        | 11.766 | 11.733 | 142.063 |
| 8    | Ariana Cotu           |        | 10.500 |        |        | 142.063 |

#### Individual geral
84 ginastas participaram da competição individual geral sem rodada de qualificação prévia. A seguir estão as 10 primeiras do geral. Embora várias ginastas por país pudessem competir em todos os quatro aparelhos, apenas um máximo de duas ginastas por país eram elegíveis para classificação. Portanto, Benedetta Gava e Emma Puato, que registaram a quinta e a décima pontuação mais elevada, respectivamente, ficaram inelegíveis para serem classificadas porque duas dos suas compatriotas tiveram uma classificação superior.
| Pos. | Ginasta                     |        |        |        |        | Total  |
| ---- | --------------------------- | ------ | ------ | ------ | ------ | ------ |
| 1    | Elena Colas (FRA)           | 13.866 | 13.900 | 12.466 | 13.033 | 53.265 |
| 2    | Giulia Perotti (ITA)        | 13.166 | 13.733 | 12.433 | 13.166 | 52.498 |
| 3    | Maïana Prat (FRA)           | 13.033 | 12.133 | 12.833 | 12.900 | 50.899 |
| 4    | Emma Fioravanti (ITA)       | 13.366 | 12.066 | 11.166 | 13.266 | 49.864 |
| –    | Benedetta Gava (ITA)        | 13.866 | 11.266 | 11.833 | 12.833 | 49.798 |
| 5    | Shantae-Eve Amankwaah (GBR) | 12.800 | 12.800 | 11.700 | 12.400 | 49.700 |
| 6    | Madita Mayr (GER)           | 12.900 | 11.766 | 13.066 | 11.933 | 49.665 |
| 7    | Sien Ghekiere (BEL)         | 12.700 | 12.566 | 12.533 | 11.733 | 49.532 |
| 8    | Louise Dupont (BEL)         | 12.800 | 11.766 | 12.700 | 11.833 | 49.099 |
| –    | Emma Puato (ITA)            | 13.433 | 12.366 | 10.333 | 12.700 | 48.832 |

#### Salto
| Pos. | Ginasta            | Nota D | Nota E | Pen.  | Pont. 1 | Nota D | Nota E | Pen.  | Pont. 2 | Total  |
| ---- | ------------------ | ------ | ------ | ----- | ------- | ------ | ------ | ----- | ------- | ------ |
| 1    | Benedetta Gava     | 5.0    | 9.033  |       | 14.033  | 4.2    | 9.100  |       | 13.300  | 13.666 |
| 2    | Emma Puato         | 4.6    | 8.900  |       | 13.500  | 4.2    | 9.100  |       | 13.300  | 13.400 |
| 3    | Elena Colas        | 5.0    | 8.833  | 0.300 | 13.533  | 4.2    | 8.900  |       | 13.100  | 13.316 |
| 4    | Madita Mayr        | 4.2    | 8.700  |       | 12.900  | 3.8    | 8.933  |       | 12.733  | 12.816 |
| 5    | Kea Walser         | 4.2    | 8.900  |       | 13.100  | 3.6    | 8.866  |       | 12.466  | 12.783 |
| 6    | Isabelle Priestley | 4.2    | 8.733  |       | 12.933  | 4.0    | 8.600  | 0.100 | 12.500  | 12.716 |
| 7    | Alij de Wijze      | 4.2    | 8.833  |       | 13.033  | 3.6    | 8.766  |       | 12.366  | 12.699 |
| 8    | Anamaria Mihăescu  | 4.2    | 8.600  |       | 12.800  | 3.8    | 8.633  | 0.100 | 12.333  | 12.566 |

#### Barras assimétricas
| Pos. | Ginasta               | Nota D | Nota E | Pen. | Total  |
| ---- | --------------------- | ------ | ------ | ---- | ------ |
| 1    | Elena Colas           | 6.0    | 7.866  |      | 13.866 |
| 2    | Giulia Perotti        | 5.7    | 8.166  |      | 13.866 |
| 3    | Lola Chassat          | 4.8    | 7.933  |      | 12.733 |
| 3    | Sien Ghekiere         | 5.1    | 7.633  |      | 12.733 |
| 5    | Shantae-Eve Amankwaah | 4.9    | 7.700  |      | 12.600 |
| 5    | Kristina Hrudetska    | 4.9    | 7.700  |      | 12.600 |
| 7    | Anastasiia Lev        | 4.8    | 7.533  |      | 12.333 |
| 8    | Ellie Lewis           | 4.3    | 7.433  |      | 11.733 |

#### Trave
| Pos. | Ginasta           | Nota D | Nota E | Pen. | Total  |
| ---- | ----------------- | ------ | ------ | ---- | ------ |
| 1    | Maïana Prat       | 5.3    | 8.000  |      | 13.300 |
| 2    | Madita Mayr       | 4.8    | 8.066  |      | 12.866 |
| 3    | Giulia Perotti    | 5.2    | 7.400  |      | 12.600 |
| 4    | Louise Dupont     | 4.5    | 7.666  |      | 12.166 |
| 5    | Liese Vieuxtemps  | 4.3    | 7.600  |      | 11.900 |
| 6    | Anamaria Mihăescu | 4.8    | 6.766  |      | 11.566 |
| 7    | Perla Denechere   | 4.7    | 6.666  |      | 11.366 |
| 8    | Alexia Blănaru    | 4.8    | 5.766  |      | 10.566 |

#### Solo
| Pos. | Ginasta               | Nota D | Nota E | Pen.  | Total  |
| ---- | --------------------- | ------ | ------ | ----- | ------ |
| 1    | Giulia Perotti        | 5.1    | 8.300  |       | 13.400 |
| 2    | Emma Fioravanti       | 5.4    | 7.700  |       | 13.100 |
| 3    | Perla Denechere       | 5.1    | 7.833  |       | 12.933 |
| 4    | Elena Colas           | 5.1    | 7.633  | 0.100 | 12.633 |
| 5    | Liese Vieuxtemps      | 4.5    | 8.000  |       | 12.500 |
| 6    | Shantae-Eve Amankwaah | 4.7    | 7.700  |       | 12.400 |
| 7    | Kea Walser            | 4.3    | 7.666  |       | 11.966 |
| 8    | Jaylee Chukwu         | 4.8    | 6.400  |       | 11.200 |